# تمام سلام
تمام صائب سلام (عربی: تمام صائب سلام؛ زادهٔ ۱۳ مهٔ ۱۹۴۵) یک سیاست‌مدار کهنه‌کار اهل لبنان است. وی نخست‌وزیر پیشین لبنان بود.
پس از استعفای نجیب میقاتی از سمت نخست‌وزیری لبنان در ۲۲ مارس ۲۰۱۳ میلادی، تمام سلام از ۱۵ فوریه ۲۰۱۴ تا ۱۸ دسامبر ۲۰۱۶ عهده‌دار سمت نخست‌وزیری لبنان بود. تمام سلام در بریتانیا درس خوانده‌است و از یک خانواده بانفوذ سیاسی می‌آید. او عموماً به عنوان چهره‌ای فراگیر و مقبول از دید گروه‌های مختلف شناخته می‌شود. تمام سلام، مدتی نیز وزیر فرهنگ کشور لبنان بود.